# Ямаґата (Ямаґата)

38°15′ пн. ш. 140°20′ сх. д. / 38.250° пн. ш. 140.333° сх. д.
Ямаґа́та (яп. 山形市, やまがたし, МФА: [jamagata ɕi̥]) — місто в Японії, в префектурі Ямаґата.

## Короткі відомості
Розташоване в центрально-східній частині префектури. Адміністративний центр префектури. Виникло на основі середньовічного призамкового містечка самурайського роду Моґамі. У 17 — 19 століттях було столицею автономного уділу Ямаґата-хан. Основою економіки є ливарництво, сільське господарство, вирощування вишні та сафлору. В місті розташовані гарячи ванни на термальних водах Дзао та старовинний буддистський монастир Ріссякудзі. Станом на 1 жовтня 2008 площа міста становила 381,34 км². Станом на 1 січня 2009 населення міста становило 255 055 осіб.

## Освіта
- Ямаґатський університет (головні кампуси)

## Персоналії
- Накадзіма Харуо (1929—2017) — японський актор.